# Naomi Seibt
Naomi Seibt (18 d'agost de 2000) és una productora de vídeos web alemanya d'extrema dreta que es va conèixer especialment com a negacionista del canvi climàtic a YouTube.
El seu canal de YouTube va ser suspès a finals d'abril de 2021 per violacions de les directrius de la comunitat sobre informació errònia i assetjament, però es pot accedir de nou a partir del març de 2024.

## Vida personal
Després de l'escola primària, va assistir a l'institut episcopal de St. Mauritz a Münster. El 2013 va aconseguir ser la primera a l'àrea de física al concurs regional de Münster del concurs d'estudiants "Jugend forscht - Estudiants que experimenten" i, juntament amb un company, el segon lloc a l'àrea de matemàtiques/informàtica. El 2014, va aconseguir el primer lloc a la competició estatal de Renània del Nord-Westfàlia a l'àrea de química. El 2017 va aprovar l'Abitur amb una nota mitjana d'1,0 ab i va començar a estudiar economia a Mannheim. Segons les seves pròpies declaracions, va abandonar per fer un curs a distància de psicologia.
Des del maig del 2019 fins al confinament de la primavera del 2021, va dirigir el seu canal de YouTube.
El març de 2021, Seibt va declarar que també havia deixat d'estudiar psicologia i volia ser autònoma.
Va guanyar més fama gràcies a una aparició el novembre de 2019 a la conferència anual de l'organització negacionista del clima EIKE. Des de febrer fins a abril de 2020 segons les seves pròpies declaracions, va treballar per a l'⁣Institut Heartland, un think tank pseudocientífic nord-americà que nega el canvi climàtic provocat per l'home i lluita contra una transició energètica en l'àmbit mundial.
Elon Musk va justificar la seva recomanació per a l'⁣Alternativa per a Alemanya (AfD) a finals del 2024 amb un vídeo de Seibt. Musk s'havia referit anteriorment a les declaracions de Seibt diverses vegades.

## Canal de YouTube i política
Ella mateixa es descriu com una partidària de l'anarcocapitalisme.
Segons les seves pròpies declaracions del juny de 2019, Seibt va donar suport a la democràcia directa i va votar a favor de l'AfD, però no n'era membre.
Seibt va començar el seu canal de YouTube el maig de 2019. Segons Spiegel, va difondre les tesis conservadores de la dreta alternativa en alemany i anglès, agitant contra la radiodifusió pública (que descrigué com a "mitjans estatals"), l'avortament i el rescat al mar. El canal es va finançar amb donacions, i a finals del 2019 tenia uns 37.000 subscriptors i els seus vídeos van tenir fins a 100.000 visualitzacions.

### Contactes a la "nova dreta"
Segons la plataforma d'investigació Correctiv, Seibt ja va rebre el suport l'any 2017 de David Berger, l'operador del blog de dretes Philosophia Perennis, en el qual va poder publicar un article convidat sobre el tema del nacionalisme. Poc després, l'⁣extrema dreta Moviment Identitari es va referir a una entrevista de Seibt al seu blog. El juliol de 2019, finalment va ser entrevistada per Brittany Pettibone, llavors núvia de Martin Sellner i ara dona. Això mostrà l'estratègia d'una "xarxa" de l'"esfera de la Nova Dreta" alemanya per acumular "sang nova" per “arribar a un públic jove”.
Segons The Guardian, en un dels seus vídeos, Seibt va dir que l'activista d'Internet Stefan Molyneux, que forma part de l'escena de la dreta alternativa nacionalista blanca, era una "inspiració". La seva mare, l'advocada Karoline Seibt, va rebutjar l'acusació que Seibt donava suport a l'extrema dreta. Poc temps després, Seibt va confirmar en una entrevista quan li van preguntar que "encara era una fan absoluta, absolutament" de Molyneux. El 2020, va comparar el bloqueig del canal de YouTube de Molyneux amb la crema de llibres. Seibt va llegir una part del llibre Safe without State de l'autor de la teoria de la conspiració i periodista Oliver Janich per a Spotify en anglès, segons les seves paraules de manera gratuïta com a servei d'amistat.
Les sol·licituds d'entrevistes per a Seibt provenien de canals com Fox News, InfoWars i RT Deutsch. També va aparèixer als canals d'ideòlegs de la conspiració com Oliver Flesch i Samuel Eckert.

### Negació del canvi climàtic
Seibt va aparèixer en relació amb EIKE i el Heartland Institute, ambdues organitzacions de l'escena de negació del canvi climàtic.
La investigació de Correctiv i el programa ZDF Frontal21 del 2020 suggeriren que Seibt hauria de produir vídeos de YouTube per a l'Institute Heartland per "evitar les mesures de protecció del clima". Amb Seibt com a jove influenciadora, els joves haurien d'obrir-se com a nou grup objectiu per a la lluita contra la protecció del clima i s'haurien de convertir en "l'estrella de l'escena" dels negadors del canvi climàtic. El Washington Post també va suposar que Seibt seria creat per l' Institut Heartland. Segons el diari Die Presse, Seibt va respondre a la investigació de ZDF i Correctiv amb un article en vídeo titulat "Com t'atreveixes" (una referència a Greta Thunberg), en què acusava els periodistes d'investigació d'"abuso de confiança" i "denigració". Seibt va destacar en la seva contribució que "no es deixaria derrotar ni desanimar". Es descriu a si mateixa com una "realista climàtica" i afirma que la influència humana sobre el clima és marginal.
Seibt va ser descrit per diversos mitjans com l'"anti-Greta" que representava posicions oposades a Greta Thunberg. Entre altres coses, el Washington Post assenyalà que Seibt estava copiant l'estil de Thunberg. Seibt va negar-ho a Weltwoche, i es va descriure a si mateixa com a "llibertaria" i votant de l'AfD.
El climatòleg Michael E. Mann va comentar el suposat intent de l'Institut Heartland de construir Seibt com l'anti-Greta. Mostrà com era de cínica l'escena negacionista del canvi climàtic: ho veuen tot com un joc de distraccions i enganys, i això és tot el que poden fer.
Seibt justificar el final de la seva col·laboració amb l'Institut Heartland dient que diverses empreses de xarxes socials havien cancel·lat els seus comptes per "falta de respecte al clima", i per la mateixa raó va ser multada amb 400 euros per l'Autoritat Estatal de Mitjans de Comunicació de Renània del Nord-Westfàlia. Segons la investigació de Thomson Reuters, aquest no és el cas: tots els seus canals de xarxes socials estaven actius el 21 de maig de 2020. També va afirmar que l'autoritat dels mitjans estatals l'havia amenaçada d'esborrar els seus comptes i li va imposar la multa perquè estava difonent teories de la conspiració nord-americana en cooperació amb l'Institut Heartland. L'autoritat estatal dels mitjans de comunicació va escriure en una resposta a una consulta de Reuters que no havia imposat una multa a Seibt, sinó que simplement havia sol·licitat l'eliminació de dos vídeos en què s'esmentava la Fundació Heartland, citant la llei alemanya de mitjans, que prohibeix la col·locació de temes per a una taxa, com a justificació. Un altre motiu per acabar amb la col·laboració, segons Seibt, és que treballar per a una organització de pressió per a la indústria del petroli i el gas danya la seva credibilitat i la seva petició per la màxima llibertat i un individualisme sense restriccions.

### Pandèmia de Covid-19
L'octubre de 2020, Seibt va pronunciar un discurs al Free Media Congress al Bundestag organitzat per membres de l'AfD, en el qual va atacar amb contundència la prova PCR desenvolupada per Christian Drosten, entre d'altres, per detectar SARS-CoV-2⁣: La prova no complia segons ella els requisits científics i no era prou específica. No obstant això, segons la verificació de fets, molts dels arguments presentats s'havien de classificar com a almenys en gran part "incorrectes" o "no fonamentats".

### Altres declaracions

#### Atac de Halle el 2019
Després de l'atac a la sinagoga de Halle el 2019, Seibt va afirmar en una discussió a YouTube que, segons la percepció pública, es considera que els jueus estan oprimits a la part superior, mentre que els "alemanys normals" estan a la part inferior i els musulmans es troben en un punt intermedi. Seibt va negar personalment haver fet comentaris antisemites i va dir que no s'havien de fer distincions entre aquests grups. Tanmateix, Imran Ahmed del Centre per a la lluita contra l'odi digital va considerar obvi que Seibt expressava estereotips ancestrals sobre el suposat estatus privilegiat dels jueus; Segons aquesta visió, els blancs estaven oprimits pels jueus. A la pregunta de Frontal21 sobre si les seves declaracions es podrien entendre com a antisemites, Seibt va respondre que si algú "ho percep com una altra cosa", ella "per descomptat, no pot influir en aquesta percepció". Quan el Frankfurter Allgemeine Sonntagszeitung li va preguntar, Seibt va dir que l'atac de Halle era realment antisemita i s'havia de condemnar, però que "estava equivocat parlar només de víctimes jueves" perquè hi havia "també víctimes alemanyes".

#### Contingut QAnon
Des del maig de 2020, Seibt ha estat compartint informació sobre la ideologia de la conspiració dretana QAnon a través del seu compte de Twitter, i el nombre dels seus seguidors ha augmentat posteriorment. En una transmissió en directe a finals de juny de 2020, va dir que creia que era possible que l'organització nord-americana Planned Parenthood estigués comercialitzant parts del cos de fetus avortats. Seibt estava convençut, almenys durant un temps, que els grans magatzems en línia Wayfair no només oferia mobles al seu lloc web, sinó que en realitat oferia nens.

### Suspensió del canal de YouTube
El 5 de maig de 2021, YouTube va confirmar la suspensió definitiva del seu canal de YouTube el 30 d'abril de 2021 a causa de les infraccions de les Directrius de la comunitat de YouTube sobre desinformació i assetjament.

## Altres conferències i aparicions
A la "Conferència Internacional sobre el Clima i l'Energia" de l'associació de negació climàtica afiliada a AfD EIKE, Seibt va informar en una conferència el novembre de 2019 que "solia ser ella mateixa una" alarmista climàtica", però després "va començar a qüestionar moltes coses com el feminisme, el "socialisme cultural" i, finalment, el "conte de fades del 99 %" del canvi climàtic provocat per l'home.
A principis de febrer de 2020, Seibt va pronunciar un discurs en una recepció de l'AfD a Münster, A finals de febrer de 2020, va parlar en un acte paral·lel de la Conferència d'Acció Política Conservadora (CPAC) als EUA.
L'estiu del 2020, va aparèixer a l'episodi 19 (With Rights Talking) del pòdcast In Extreme Minds del psicòleg alemany Leon Windscheid. Entre altres coses, es va parlar de la seva vida primerenca.

## Publicacions
- Nationalismus und moderne Rechte – tatsächlich Vorboten eines neuen Nationalsozialismus? sowie Wertehierarchien und Toleranz. Beide in: Hanno Vollenweider (Hrsg.): #wir sind noch mehr. Deutschland in Aufruhr. Verlag Macht-steuert-Wissen, Mühlenbecker Land 2018, ISBN 978-3-945780-42-8, S. 280–290.